# Capri

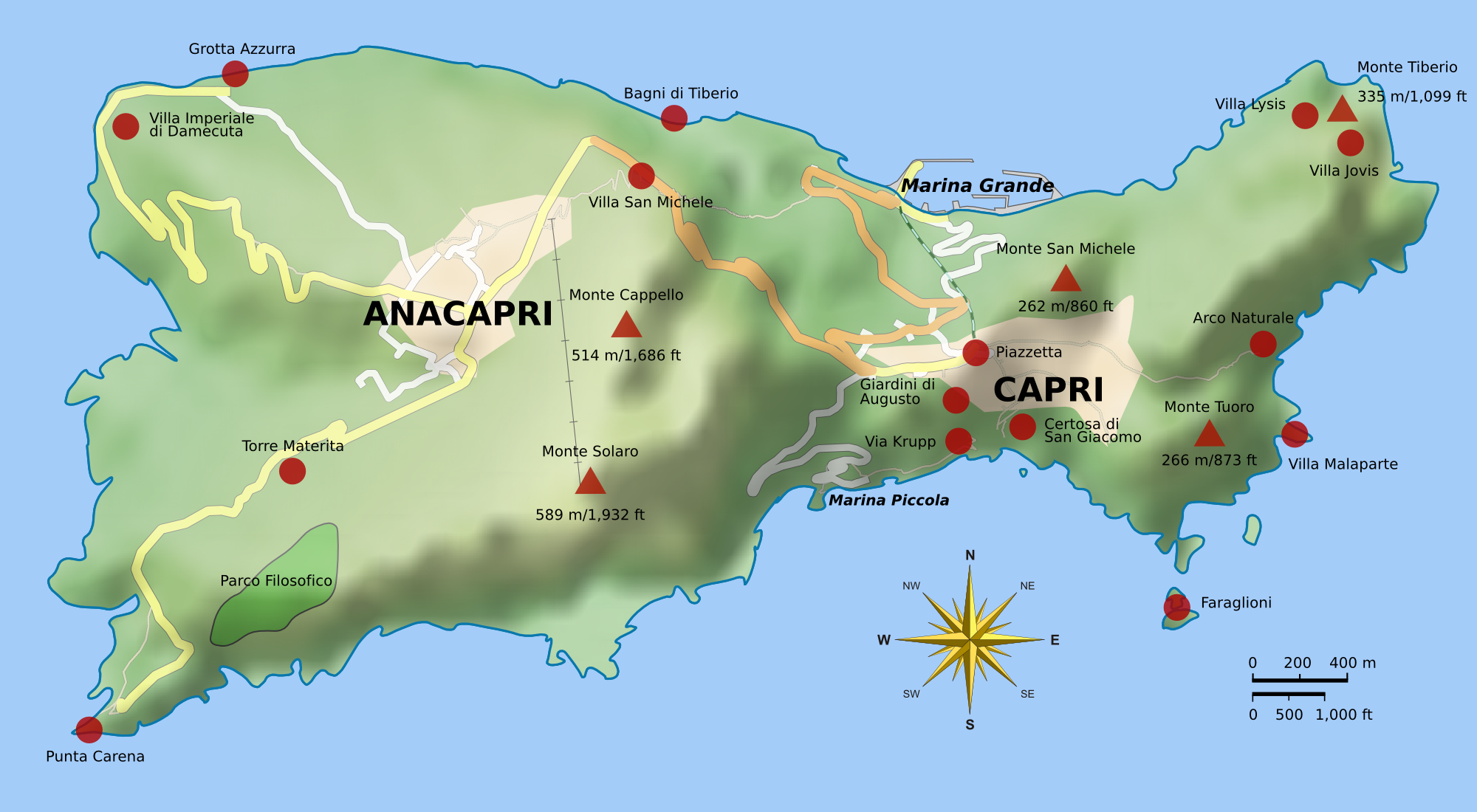
Mapa ostrova Capri

Capri je ostrov se stejnojmennou obcí, náležící Itálii. Nachází se v Neapolském zálivu, jde o součást Kampánského souostroví. Mimo obec Capri je zde další obec Anacapri a lodní přístav Marina Grande.

## Historie
Na ostrově žili lidé již v paleolitu. Římští císařové si zde stavěli své vily (latinsky Caprea, odtud název ostrova). Císař Augustus, který zde byl pravidelným návštěvníkem. Jeho nástupce Tiberius tu vystavěl podle Tacita 12 vil a posledních deset let svého života zde pobýval trvale. Z vily Jovis vládl v letech 27–37 celé říši; ze 14. století pochází dodnes řada zachovalých stavebních památek v městečku Capri, od 18. století v Anacapri.

### Etymologie
Etymologie jména Capri je nejasná, může pocházet z řeckého pojmu κάπρος (kápros), tedy „divoké prase“. Řekové jako první kolonisté ostrov nazývali Kapréai (Kαπρέαι) a byly zde objeveny fosilie divokých prasat. Název může pocházet i z latinského capreae (kozy). 
Existuje také možnost, že název pochází z etruského slova pro „skalnatý“, ačkoli jakákoli historická etruská vláda na ostrově je sporná. Capri se skládá z vápence a pískovce; útesy tvoří velkou část stran a povrchu ostrova.

## Doprava
V severní části ostrova je přístav Marina Grande, kam připlouvají četné klasické lodě i vznášedla. Linky vedou do Neapole a Sorrenta. Na ostrově je silniční síť a též pravidelná autobusová přeprava od přístavu do Capri i Anacapri. Z přístavu vede lanovka na Piazza Umberto I., lze odtud využít objížďkové trasy ostrova loďkami. S ohledem na malou rozlohu je možné projít celý ostrov pěšky.

## Administrativa
Ostrov náleží do regionu Kampánie, jeho metropolitního města Neapoli.

## Geografie
Ostrov je řazen do Kampánského souostroví v Neapolském zálivu na jihozápadní straně Itálie, ve Středozemním, resp. v Tyrhénském moři. Délka ostrova je 6,7 km, šířka 2,7 km a plocha 10,4 km². Nejvyšším vrcholem ostrova je Monte Solaro (589 m n. m.), odkud je kruhový rozhled a kam se lze dostat i lanovkou z Anacapri.

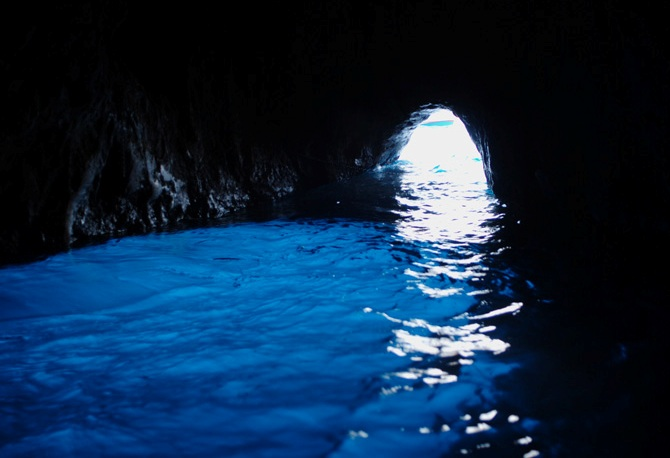
Modrá jeskyně ostrova Capri

Pro turisty je zajímavá Modrá jeskyně (Grotta Azzurra), kam lze proplout na člunu metr vysokým otvorem. Samotná jeskyně je vysoká 30 metrů a hluboká 54 metrů.